# Himiko (film, 1974)
Pour plus de détails, voir Fiche technique et Distribution.
Himiko (卑弥呼, Himiko) est un film japonais réalisé par Masahiro Shinoda, sorti en 1974. Il présenté en compétition pour la Palme d'or au Festival de Cannes 1974. Le film dépeint la chamane-reine japonaise de Yamatai Himiko dans Wakoku.

## Fiche technique
- Titre : Himiko[1]
- Titre original : 卑弥呼 (Himiko?)
- Réalisation : Masahiro Shinoda
- Scénario : Masahiro Shinoda et Taeko Tomioka
- Photographie : Tatsuo Suzuki
- Montage : Sachiko Yamaji
- Décors : Kiyoshi Awazu
- Son : Hideo Nishizaki
- Production : Art Theatre Guild
- Musique : Tōru Takemitsu
- Pays d'origine :  Japon
- Langue originale : japonais
- Genre : drame ; film historique
- Format : couleur (Eastmancolor) - 1,85:1 - 35 mm
- Durée : 100 minutes
- Dates de sortie : 
  - Japon : 9 mars 1974[2]
  - France : 18 mai 1974 (Festival de Cannes)[3]

## Distribution
- Shima Iwashita : Himiko
- Masao Kusakari : Takehiko
- Choichirō Kawarazaki  : Mimaki
- Kenzō Kawarazaki : Kinzō
- Yoshi Katō : Okimi
- Rentarō Mikuni : Nashime
- Tatsumi Hijikata : danseur
- Jun Hamamura : le narrateur

## Distinctions

### Récompense
- 1975 : prix Mainichi du meilleur son pour Hideo Nishizaki[4]

### Sélection
- 1974 : Himiko est présenté en compétition pour la Palme d'or au Festival de Cannes 1974[3]